# Sycophila dubia
Sycophila dubia is een vliesvleugelig insect uit de familie Eurytomidae. De wetenschappelijke naam is voor het eerst geldig gepubliceerd in 1870 door Walsh.